# Friedrich Karl Hermann
Friedrich Karl Hermann OSB (* 30. August 1913 in Gemnitz; † 26. März 1997 in Salzburg) war ein österreichischer römisch-katholischer Geistlicher und Professor für Kirchengeschichte.

## Klostereintritt und Ausbildung
Im Bistum Olmütz geboren, wuchs er in Wien auf; er besuchte die Volksschule in Dornbach, einer dem Stift St. Peter inkorporierten Pfarrei. 1924 kam er als Student in das Konvikt St. Peter in Salzburg und besuchte das Privatgymnasium Borromäum. Er maturierte im Jahre 1932, trat in das Noviziat der Erzabtei St. Peter ein und erhielt den Ordensnamen Friedrich. Die Priesterweihe wurde P. Friedrich am 26. März 1939 in der Pfarrkirche Dornbach erteilt; die Feier wurde eingeschlossen in eine Reihe von Festlichkeiten anlässlich des 700-jährigen Pfarrjubiläums. In den Jahren von 1933 bis 1942 studierte P. Friedrich Theologie in Salzburg, Innsbruck und Wien. Ebenso absolvierte er ein Lehramtsstudium für Geschichte und Geographie und wurde von der Universität Innsbruck zum Dr. phil. promoviert. Anschließend absolvierte P. Friedrich die Ausbildung zum Archivar am Institut für Österreichische Geschichtsforschung in Wien. Während seiner Studienzeit in Wien wirkte er als Kaplan in der Pfarre Matzleinsdorf – St. Florian. 1945 nach Salzburg zurückgekehrt, erwarb er am 11. Dezember 1948 das Doktorat in Theologie.

## Aufgaben in der Erzabtei St. Peter und an der Universität Salzburg
Seine klösterlichen Aufgaben waren die des Archivars, des Bibliothekars und des Rektors der Kirche St. Michael. Ebenso diente er durch 35 Jahre als Direktor des Rupertuswerkes bzw. des Verlages St. Peter. Seine Haupttätigkeit lag in der Lehre an der Theologischen Fakultät in Salzburg, wo er sich am 17. Juli 1951 mit dem Werk „Die Gründung der alten Salzburger Universität“ habilitierte und seither das Fach Kirchengeschichte vortrug. Am 17. Juli 1959 wurde P. Friedrich Nachfolger von P. Maurus Schellhorn OSB als Leiter des Institutes für Kirchengeschichte; die Ernennung zum ordentlichen Professor für Kirchengeschichte erfolgte am 30. Mai 1967. Am 30. September 1983 wurde er emeritiert.
In den Jahren 1968/69 war P. Friedrich Dekan der Theologischen Fakultät. Er war u. a. Ausschussmitglied der Gesellschaft für Salzburger Landeskunde, ao. Mitglied der Bayerischen Benediktinerakademie sowie von 1966 bis 1981 Mitarbeiter in der Redaktion der Studien und Mitteilungen des Benediktinerordens.
Er galt unter Kollegen als bester Kenner der Salzburger Universitätsgeschichte; ebenso leistete er Grundlagenforschung für den Historischen Atlas über die Pfarren der Erzdiözese Salzburg. Für den von Heinz Dopsch herausgegebenen Band zur Geschichte Salzburgs verfasste P. Friedrich den Teil über das kirchliche Leben im Mittelalter.
Am 21. März 1997, dem Kalendertag, an dem der hl. Benedikt von Nursia starb, erlitt P. Friedrich einen Schlaganfall, dessen Folgen er sechs Tage nachher erlag.

## Schriften (Auswahl)
- Die Seelsorgestationen der Erzdiözese Salzburg. Wien 1961, OCLC 45790788.
- Teilnahme der Äbte von St. Peter an der Wahl und der Inthronisation der Erzbischöfe und an der Wahl der Dompröpste und Domdekane. In: Uni trinoque Domino. Festschrift für Erzbischof Karl Berg zum 80. Geburtstag, hg. von Hans Paarhammer (Thaur/Tirol 1989), S. 429–444.
- St. Peter, Salzburg. Salzburg 1994, OCLC 637147687.
- Geschichte der Erzabtei St. Peter zu Salzburg. Frühgeschichte 696–1193. Salzburg 1996, ISBN 3-900173-57-5.